# Prémios Emmy do Primetime de 2020
A 72.ª edição dos Prémios Emmy do Primetime premiou os melhores programas de televisão no horário nobre dos Estados Unidos exibidos no período de 1 de junho de 2019 até 31 de maio de 2020, conforme escolhido pela Academia de Artes e Ciências da Televisão. A cerimônia, realizada em 20 de setembro de 2020, com transmissão nos EUA pela ABC, teve apresentação de Jimmy Kimmel.
O Emmy do Primetime Creative Arts foi realizado nos dias 14–17 e 19 de setembro. As nomeações foram anunciadas por Leslie Jones, Laverne Cox, Josh Gad e Tatiana Maslany em 28 de julho do mesmo ano.
A sitcom canadense Schitt's Creek tornou-se a primeira série de comédia a ganhar todas as quatro categorias principais de atuação (Melhor ator, melhor atriz, melhor ator coadjuvante, melhor atriz coadjuvante) em um único ano, bem como a primeira série de comédia ou drama a ganhar todos os sete prêmios principais em um único ano da premiação. Combinado com seus prêmios no Emmy do Primetime Creative Arts, o show tornou-se na série de comédia mais premiada em um único ano. Por seus papéis como produtor, ator, diretor e escritor em Schitt's Creek, Dan Levy também se tornou a primeira pessoa a ganhar um prêmio em todas as quatro categorias principais em um único ano. O drama da HBO Succession e a série limitada Watchmen  ganharam quatro prêmios cada.

## Vencedores

### Programas
| Melhor série de comédia - Schitt's Creek (Pop TV) - Curb Your Enthusiasm (HBO) - Dead to Me (Netflix) - Insecure (HBO) - The Good Place (NBC) - The Kominsky Method (Netflix) - The Marvelous Mrs. Maisel (Amazon Prime Video) - What We Do in the Shadows (FX) | Melhor série dramática - Succession (HBO) - Better Call Saul (AMC) - Killing Eve (BBC America) - Ozark (Netflix) - Stranger Things (Netflix) - The Crown (Netflix) - The Handmaid's Tale (Hulu) - The Mandalorian (Disney+)        |
| Melhor série limitada - Watchmen (HBO) - Little Fires Everywhere (Hulu) - Mrs. America (FX) - Unbelievable (Netflix) - Unorthodox (Netflix) | Melhor telefilme - Bad Education (HBO) - American Son (Netflix) - Dolly Parton's Heartstrings: These Old Bones (Netflix) - El Camino: A Breaking Bad Movie (Netflix) - Unbreakable Kimmy Schmidt: Kimmy vs. The Reverend (Netflix) |
| Melhor talk show - Last Week Tonight with John Oliver (HBO) - The Daily Show with Trevor Noah (Comedy Central) - Full Frontal with Samantha Bee (TBS) - Jimmy Kimmel Live! (ABC) - The Late Show with Stephen Colbert (CBS)                                     | Melhor programa de esquetes - Saturday Night Live (NBC) - A Black Lady Sketch Show (HBO) - Drunk History (Comedy Central) |
| Melhor reality show de competição - RuPaul's Drag Race (VH1) - The Masked Singer (Fox) - Nailed It! (Netflix) - Top Chef (Bravo) - The Voice (NBC) | |

### Atuação

#### Atuação principal
| Melhor ator principal em série de comédia - Eugene Levy como Johnny Rose em Schitt's Creek (Pop TV) - Anthony Anderson como Andre "Dre" Johnson Sr. em Black-ish (ABC) - Don Cheadle como Mo Monroe em Black Monday (Showtime) - Ramy Youssef como Ramy Hassan em Ramy (Hulu) - Ted Danson como Michael em The Good Place (NBC) - Michael Douglas como Sandy Kominsky em The Kominsky Method (Netflix) | Melhor atriz principal em série de comédia - Catherine O'Hara como Moira Rose em Schitt's Creek (Pop TV) - Tracee Ellis Ross como Dr. Rainbow "Bow" Johnson em Black-ish (ABC) - Christina Applegate como Jen Harding em Dead to Me (Netflix) - Linda Cardellini como Judy Hale em Dead to Me (Netflix) - Issa Rae como Issa Dee em Insecure (HBO) - Rachel Brosnahan como Miriam "Midge" Maisel em The Marvelous Mrs. Maisel (Amazon Prime Video) |
| Melhor ator principal em série dramática - Jeremy Strong como Kendall Roy em Succession (HBO) - Jason Bateman como Martin "Marty" Byrde em Ozark (Netflix) - Billy Porter como Pray Tell em Pose (FX) - Brian Cox como Logan Roy em Succession (HBO) - Steve Carell como Mitch Kessler em The Morning Show (Apple TV+) - Sterling K. Brown como Randall Pearson em This Is Us (NBC)                    | Melhor atriz principal em série dramática - Zendaya como Rue Bennett em Euphoria (HBO) - Jodie Comer como Oksana Astankova / Villanelle em Killing Eve (BBC America) - Sandra Oh como Eve Polastri em Killing Eve (BBC America) - Laura Linney como Wendy Byrde em Ozark (Netflix) - Olivia Colman como Rainha Elizabeth II em The Crown (Netflix) - Jennifer Aniston como Alex Levy em The Morning Show (Apple TV+)                               |
| Melhor ator principal em série limitada ou telefilme - Mark Ruffalo como Dominick e Thomas Birdsey em I Know This Much Is True (HBO) - Hugh Jackman como Dr. Frank Tassone em Bad Education (HBO) - Jeremy Irons como Adrien Veidt em Watchmen (HBO) - Jeremy Pope como Archie Coleman em Hollywood (Netflix) - Paul Mescal como Connell Waldron em Normal People (Hulu)                               | Melhor atriz principal em série limitada ou telefilme - Regina King como Angela Abar /Sister Night em Watchmen (HBO) - Cate Blanchett como Phyllis Schlafly em Mrs. America (FX) - Kerry Washington como Mia Warren em Little Fires Everywhere (Hulu) - Octavia Spencer como Madam C. J. Walker em Self Made (Netflix) - Shira Haas como Esther "Esty" Shapiro em Unorthodox (Netflix)                                                             |

#### Atuação coadjuvante
| Melhor ator coadjuvante em série de comédia - Dan Levy como David Rose em Schitt's Creek (Pop TV) - Andre Braugher como Raymond Holt em Brooklyn Nine-Nine (NBC) - Mahershala Ali como Sheikh Ali Malik em Ramy (Hulu) - Kenan Thompson como vários personagens em Saturday Night Live (NBC) - William Jackson Harper como Chidi Anagonye em The Good Place (NBC) - Alan Arkin como Norman Newlander em The Kominsky Method (Netflix) - Sterling K. Brown como Reggie em The Marvelous Mrs. Maisel (Amazon Prime Video) - Tony Shalhoub como Abe Weissman em The Marvelous Mrs. Maisel (Amazon Prime Video) | Melhor atriz coadjuvante em série de comédia - Annie Murphy como Alexis Rose em Schitt's Creek (Pop TV) - Betty Gilpin como Debbie Eagan em GLOW (Netflix) - Yvonne Orji como Molly Carter em Insecure (HBO) - Cecily Strong como várias personagens em Saturday Night Live (NBC) - Kate McKinnon como várias personagens em Saturday Night Live (NBC) - D'Arcy Carden como Janet em The Good Place (NBC) - Alex Borstein como Susie Myerson em The Marvelous Mrs. Maisel (Amazon Prime Video) - Marin Hinkle como Rose Weissman em The Marvelous Mrs. Maise (Amazon Prime Video) |
| Melhor ator coadjuvante em série dramática - Billy Crudup como Cory Ellison em The Morning Show (Apple TV+) - Giancarlo Esposito como Gus Fring em Better Call Saul (AMC) - Kieran Culkin como Roman Roy em Succession (HBO) - Matthew Macfadyen como Tom Wambsgans em Succession (HBO) - Nicholas Braun como Greg Hirsch em Succession (HBO) - Bradley Whitford como Joseph Lawrence em The Handmaid's Tale (Hulu) - Mark Duplass como Charlie "Chip" Black em The Morning Show (Apple TV+) - Jeffrey Wright como Bernard Lowe em Westworld (HBO)                                                          | Melhor atriz coadjuvante em série dramática - Julia Garner como Ruth Langmore em Ozark (Netflix) - Laura Dern como Renata Klein em Big Little Lies (HBO) - Meryl Streep como Mary Louise Wright em Big Little Lies (HBO) - Fiona Shaw como Carolyn Martens em Killing Eve (BBC America) - Sarah Snook como Siobhan "Shiv" Roy em Succession (HBO) - Helena Bonham Carter como Princesa Margaret em The Crown (Netflix) - Samira Wiley como Moira Strand em The Handmaid's Tale (Hulu) - Thandiwe Newton como Maeve Millay em Westworld (HBO)                                      |
| Melhor ator coadjuvante em série limitada ou telefilme - Yahya Abdul-Mateen II como Calvin "Cal" Abar / Doctor Manhattan em Watchmen (HBO) - Louis Gossett Jr. como Will Reeves em Watchmen (HBO) - Jovan Adepo como jovem Will Reeves em Watchmen (HBO) - Tituss Burgess como Titus Andromedon em Unbreakable Kimmy Schmidt: Kimmy vs. The Reverend]] (Netflix) - Dylan McDermott como Ernest "Ernie" West em Hollywood (Netflix) - Jim Parsons como Henry Willson em Hollywood (Netflix) | Melhor atriz coadjuvante em série limitada ou telefilme - Uzo Aduba como Shirley Chisholm em Mrs. America (FX) - Jean Smart como Laurie Blake em Watchmen (HBO) - Toni Collette como Det. Grace Rasmussen em Unbelievable (Netflix) - Tracey Ullman como Betty Friedan em Mrs. America (FX) - Margo Martindale como Bella Abzug em Mrs. America (FX) - Holland Taylor como Ellen Kincaid em Hollywood (Netflix) |

### Direção
| Melhor direção em série de comédia - Schitt's Creek (Episódio: "Happy Ending"), dirigido por Andrew Cividino e Dan Levy (Pop TV) - Modern Family (Episódio: "Finale Part 2"), dirigido por Gail Mancuso (ABC) - Ramy (Episódio: "Miakhalifa.mov"), dirigido por Ramy Youssef (Hulu) - The Great (Episódio: "The Great"), dirigido por Matt Shakman (Hulu) - The Marvelous Mrs. Maisel (Episódio: "It's Comedy or Cabbage"), dirigido por Amy Sherman-Palladino (Amazon Prime Video) - The Marvelous Mrs. Maisel (Episódio: "Marvelous Radio"), dirigido por Daniel Palladino (Amazon Prime Video) - Will & Grace (Episódio: "We Love Lucy"), dirigido por James Burrows (NBC) | Melhor direção em série dramática - Succession (Episódio: "Hunting"), dirigido por Andrij Parekh (HBO) - Homeland (Episódio: "Prisoners of War"), dirigido por Lesli Linka Glatter (Showtime) - Ozark (Episódio: "Fire Pink"), dirigido por Alik Sakharov (Netflix) - Ozark (Episódio: "Su Casa Es Mi Casa"), dirigido por Ben Semanoff (Netflix) - Succession (Episódio: "This Is Not for Tears"), dirigido por Mark Mylod (HBO) - The Crown (Episódio: "Aberfan"), dirigido por Benjamin Caron (Netflix) - The Crown (Episódio: "Cri de Coeur"), dirigido por Jessica Hobbs (Netflix) - The Morning Show (Episódio: "The Interview"), dirigido por Mimi Leder (Apple TV)                                                                                    |
| Melhor direção em série limitada, telefilme ou especial dramático - Unorthodox, dirigido por Maria Schrader (Netflix) - Little Fires Everywhere (Episódio: "Find a Way"), dirigido por Lynn Shelton (Hulu) - Normal People (Episódio: "Episode 5"), dirigido por Lenny Abrahamson (Hulu) - Watchmen (Episódio: "It's Summer and We're Running out of Ice"), dirigido por Nicole Kassell (HBO) - Watchmen (Episódio: "Little Fear of Lightning"), dirigido por Steph Green (HBO) - Watchmen (Episódio: "This Extraordinary Being"), dirigido por Stephen Williams (HBO) | Melhor direção em série de variedades - Saturday Night Live (Episódio: "Host: Eddie Murphy"), dirigido por Don Roy King (NBC) - A Black Lady Sketch Show (Episódio: "Born at Night, But Not Last Night"), dirigido por Dime Davis (HBO) - The Daily Show with Trevor Noah (Episódio: Dr. Fauci Answers Trevor's Questions About Coronavirus), dirigido por David Paul Meyer (Comedy Central) - Last Week Tonight with John Oliver (Episódio: "Episode 629"), dirigido por Paul Pennolino e Christopher Werner (HBO) - The Late Show with Stephen Colbert (Episódio: "Live Show; Chris Christie; Nathaniel Rateliff), dirigido por Jim Hoskinson (CBS) - Tiffany Haddish Presents: They Ready (Episódio: "Flame Monroe"), dirigido por Linda Mendoza (Netflix) |

### Roteiro
| Melhor roteiro em série de comédia - Schitt's Creek (Episódio: "Happy Ending"), escrito por Dan Levy (Pop TV) - Schitt's Creek (Episódio: "The Presidential Suite"), escrito por David West Read (Pop TV) - The Good Place (Episódio: "Whenever You're Ready"), escrito por Michael Schur (NBC) - The Great (Episódio: "The Great"), escrito por Tony McNamara (Hulu) - What We Do in the Shadows (Episódio: "Collaboration"), escrito por Sam Johnson e Chris Marcil (FX) - What We Do in the Shadows (Episódio: "Ghosts"), escrito por Paul Simms (FX) - What We Do in the Shadows (Episódio: "On the Run"), escrito por Stefani Robinson (FX) | Melhor roteiro em série dramática - Succession (Episódio: "This Is Not for Tears"), escrito por Jesse Armstrong (HBO) - Better Call Saul (Episódio: "Bad Choice Road"), escrito por Thomas Schnauz (AMC) - Better Call Saul (Episódio: "Bagman"), escrito por Gordon Smith (AMC) - Ozark (Episódio: "All In"), escrito por Chris Mundy (Netflix) - Ozark (Episódio: "Boss Fight"), escrito por John Shiban (Netflix) - Ozark (Episódio: "Fire Pink"), escrito por Miki Johnson (Netflix) - The Crown (Episódio: "Aberfan"), escrito por Peter Morgan (Netflix) |
| Melhor roteiro para série limitada, telefilme ou especial dramático - Watchmen (Episódio: "This Extraordinary Being"), escrito por Damon Lindelof e Cord Jefferson (HBO) - Mrs. America (Episódio: "Shirley"), escrito por Tanya Barfield (FX) - Normal People (Episódio: "Episode 3"), escrito por Sally Rooney e Alice Birch (Hulu) - Unbelievable (Episódio: "Episódio 1"), escrito por Susannah Grant, Michael Chabon e Ayelet Waldman (Netflix) - Unorthodox (Episódio: "Parte 1"), escrito por Anna Winger (Netflix) | Melhor roteiro de especial de variedades - Last Week Tonight with John Oliver (HBO) - The Daily Show with Trevor Noah (Comedy Central) - Full Frontal with Samantha Bee (TBS) - Late Night with Seth Meyers (NBC) - The Late Show with Stephen Colbert (CBS) |

### Programas com mais vitórias
| Vitórias | Programa       | Rede   |
| -------- | -------------- | ------ |
| 7        | Schitt's Creek | Pop TV |
| 4        | Succession     | HBO    |
| 4        | Watchmen       | HBO    |

| Vitórias | Rede    |
| -------- | ------- |
| 11       | HBO     |
| 7        | Pop TV  |
| 2        | Netflix |

## Alteração
Entre as novas mudanças, a categoria de prêmio "Série informativa ou especial" foi renomeada como " Série não-ficção hospedada ou especial".